# Ямник (округ Спішська Нова Весь)
Ямнік (словац. Jamník) — село в окрузі Спішска Нова Вес Кошицького краю Словаччини. Площа села 8,14 км². Станом на 31 грудня 2015 року в селі проживало 1185 жителів.

## Історія
Перші згадки про село датуються 1277 роком.

## Населення
| Рік:            | 1994. | 2004.   | 2014.    | 2024.   |
| --------------- | ----- | ------- | -------- | ------- |
| Кількість осіб: | 1049  | 1061    | 1171     | 1202    |
| Різниця:        |       | +1,14 % | +10,36 % | +2,64 % |

| Рік:            | 2023. | 2024.   |
| --------------- | ----- | ------- |
| Кількість осіб: | 1192  | 1202    |
| Різниця:        |       | +0,83 % |